# 哈波尼夫卡
50°40′43″N 35°6′55″E / 50.67861°N 35.11528°E
哈波尼夫卡（烏克蘭語：Гапонівка）是位於烏克蘭東北部的村莊，由蘇梅州蘇梅區的克拉斯诺皮利亚市镇負責管轄。該村處於博羅姆利亞河右岸，距離亞塞諾克和日海利夫卡2公里，海拔高度169米，2001年人口2。